# 貝亞烏尼翁
貝亞烏尼翁是烏拉圭的城市，由阿蒂加斯省負責管轄，位於該國北部烏拉圭河畔，始建於1829年，海拔高度47米，每年平均降雨量1,440毫米，2004年人口13,187。

## 外部連結
- INE map of Bella UniónArchive-It的存檔，存档日期2015-07-11